# 明豐中學校及高等學校
明豐中學校及高等學校是位於日本大分縣別府市野口原地區的私立完全中學，為別府大學的附屬中學。
該校棒球部自2000年代起成為大分縣內的常勝軍，至今成為大分縣代表參加全國高等學校棒球錦標賽已累積超過十次，也曾在選拔高等學校棒球大會獲得準優勝。

## 歷史
明豐中學校及高等學校為1998年由學校法人別府大學經營的「別府大學附屬高等學校」及學校法人明星學園經營的「明星中學及高等學校」整合後設立，兩所學校的歷史可以追溯至1908年成立的「豐州女學校」及1948年成立的「明星中學校」；「明豐」之名稱及是自兩所學校最初名稱「明星」及「豐州」各取字首後組成。
1908年成立的豐州女學校後來在1920年代至1930年代期間，曾先後被改設或更名為「昭和女學院」、「昭和實踐女學校」、「豐州高等女學校」；1948年配合日本的學制改革更名為「大分女子高等學校」，1950年開始招收男性學生，並更名為「自由之丘高等學校」，同時也遷至現在位於野口原地區的校區，最後在1958年更名為「別府大學附屬高等學校」。
1948年成立的明星中學校則是在1954年開設高等學校後，成為「明星中學及高等學校」。
在1999年明豐中學校及高等學校開始招生後，別府大學附屬高等學校及明星中學及高等學校也同時停止招生，並在2001年最後一屆學生畢業後關閉。